# Scotocyma euryochra
Scotocyma euryochra är en fjärilsart som beskrevs av Turner 1922. Scotocyma euryochra ingår i släktet Scotocyma och familjen mätare. Inga underarter finns listade.